# Lüneburg (Südafrika)
Lüneburg ist ein Ort in KwaZulu-Natal, Südafrika. Er gehört zur Gemeinde eDumbe und liegt nördlich von Vryheid und nordwestlich von Paulpietersburg. 
Der Ort wurde von deutschen Lutheranern 1854 gegründet, besiedelt und nach der deutschen Stadt Lüneburg benannt.
Lüneburg liegt in einer ländlichen, wenig erschlossenen Gegend nahe dem Fluss Pongolo, der hier die Grenze zur Provinz Mpumalanga bildet. Es gibt im Ort eine deutsche Primary School, in der ein großer Teil des Unterrichts in deutscher Sprache abgehalten wird, sowie zwei Kirchen. Die deutschsprachige evangelisch-lutherische Peter-Pauls-Gemeinde hat hier ihren Sitz.
Der Ort wird weder als Main Place noch als Sub Place geführt, so dass seine Einwohnerzahl nicht in der Statistik ausgewiesen wird. Als Postadresse wird Ouderdom Farm angegeben.

## Sonstiges
Nahe Lüneburg liegen weitere deutsche Gründungen wie Braunschweig, Wittenberg, Erfpach, Hildesheim und Augsburg.